# Peter Renner
Peter Campbell Renner (Mosgiel, 27 ottobre 1959) è un ex siepista neozelandese, detentore del record oceaniano della specialità.

## Biografia
Peter Renner ha preso parte ai Giochi olimpici di Los Angeles 1984 nei 3000 m siepi, classificandosi 11º, e a tre edizioni dei Giochi del Commonwealth (1982, 1986 e 1990).
Il 29 agosto 1984, a Coblenza in Germania, ha stabilito il record oceaniano dei 3000 m siepi in 8'14"05, primato continentale tuttora imbattuto.